# Annemarie Buchner
Annemarie »Mirl« Buchner-Fischer, nemška alpska smučarka, * 16. februar 1924, Ettal, † 9. november 2014.
Svoj največji uspeh kariere je dosegla na Olimpijskih igrah 1952, ko je osvojila srebrno medaljo v smuku in bronasti medalji v slalomu in veleslalomu, tekma je štela tudi za svetovno prvenstvo. Nastopila je tudi na Olimpijskih igrah 1952, kjer je bila 21. v slalomu, 27. v veleslalomu, v smuku pa je odstopila. Petkrat je postala nemška državna prvakinja v alpskem smučanju. Leta 1948 je bila izbrana za nemško športnico leta.